# Lode Troonbeeckx
Lode Troonbeeckx (né le 3 avril 1938 à Iteghem,) est un coureur cycliste belge, actif dans les années 1950 et 1960.

## Biographie
Chez les amateurs, Lode Troonbeeckx se distingue en obtenant une quarantaine de victoires. Il prend notamment la quatrième place du championnat du monde amateurs en 1959. L'année suivante, il devient vice-champion de Belgique des indépendants. Il passe ensuite professionnel en 1961 au sein de l'équipe Dr. Mann. Durant cette saison, il s'impose à deux reprises sur des épreuves régionales. Il termine par ailleurs troisième du Tour du Nord et d'une étape de Paris-Nice. 
Au printemps 1962, il finit deuxième du Tour d'Allemagne, derrière Peter Post. Il poursuit ensuite la compétition avec la formation Dr. Mann. Principalement actif en Belgique, il décroche de nouveaux succès et divers accessits dans des kermesses. Il finit par ailleurs deuxième du Grand Prix de Fourmies en 1964. 
En 1967, il intègre la formation Goldor-Gerka. Il met finalement un terme à sa carrière cycliste à l'issue de cette saison, alors qu'il est âgé de vingt-neuf ans. 

## Palmarès
| - 1957 - 3ea étape du Tour de Belgique amateurs - 1958 - Anvers-Itheghem - 3e du championnat de Belgique des militaires - 1959 - Circuit des Onze Provinces : - Classement général - 1re, 2e et 6e étapes - Week-End Spadois : - Classement général - 2e étape - Anvers-Gand - 2e de Bruxelles-Opwijk - 2e du Tour des Flandres amateurs - 2e du Circuit Het Volk amateurs - 3e de Gand-Wevelgem amateurs - 4e du championnat du monde amateurs - 1960 - 2eb étape des Trois Jours d'Anvers (contre-la-montre par équipes) - 2e de Bruxelles-La Louvière-Bruxelles - 2e du Grand Prix Jules Lowie - 2e du championnat de Belgique des indépendants - 3e de Bruxelles-Liège - 3e des Trois Jours d'Anvers | - 1961 - 3e de Hoeilaart-Diest-Hoeilaart - 3e de Kessel-Lier - 3e du Tour du Nord - 1962 - 2e du Tour d'Allemagne - 3e du Grote Prijs Dr. Eugeen Roggeman - 3e du Tour d'Hesbaye - 1963 - Grand Prix de la ville de Vilvorde - 1964 - 2e du Circuit des régions flamandes - 2e du Grand Prix de Fourmies - 3e du Tour du Limbourg - 3e de la Flèche des polders - 1965 - Kessel-Lier - 2e du Circuit du Brabant central |